# Antonio de la Torre (football)
Ne doit pas être confondu avec Antonio de la Torre (acteur espagnol).
Antonio de la Torre Villalpando, né le 21 septembre 1951 à Lagos de Moreno au Mexique, et mort le 2 août 2021, est un joueur de football international mexicain, qui évoluait au poste de défenseur.

## Biographie

### Carrière en club
Antonio de la Torre joue en faveur de quatre clubs mexicains : le Pumas UNAM, le Club América, le CF Puebla, et le CF Atlas. Il dispute plus de 300 matchs en première division mexicaine au cours des années 1970 et 1980. 
Il joue également 14 matchs en NASL avec le club américain des Los Angeles Aztecs.
Antonio de la Torre remporte deux championnats du Mexique, avec le Club América et le CF Puebla. Il gagne également deux compétitions internationales avec le Club América : une Coupe des champions de la CONCACAF, et une Copa Interamericana.

### Carrière en équipe nationale
Antonio de la Torre joue 42 matchs en équipe du Mexique, inscrivant un but, entre 1972 et 1978.
Il figure dans le groupe des sélectionnés lors de la Coupe du monde de 1978. Lors de la phase finale du mondial organisé en Argentine, il joue trois matchs : contre la Tunisie, l'Allemagne, et la Pologne.
Antonio de la Torre joue également six matchs comptant pour les éliminatoires du mondial 1974, et huit rentrant dans le cadre des éliminatoires du mondial 1978.

## Palmarès
| Club América \| - Championnat du Mexique (1) : - Champion : 1975-76. - Supercoupe du Mexique (1) : - Vainqueur : 1976. \| \| - Coupe des champions de la CONCACAF (1) : - Vainqueur : 1977. - Copa Interamericana (1) : - Vainqueur : 1977. \| |  | Puebla - Championnat du Mexique (1) : - Champion : 1982-83.                                                    |
| - Championnat du Mexique (1) : - Champion : 1975-76. - Supercoupe du Mexique (1) : - Vainqueur : 1976. |  | - Coupe des champions de la CONCACAF (1) : - Vainqueur : 1977. - Copa Interamericana (1) : - Vainqueur : 1977. |